# گریس کازادی
گریس کازادی نتامبوه (زاده ۳۱ ژانویه ۲۰۰۱) یک فوتبالیست فرانسوی است که به صورت قرضی از لیون برای اتلتیکو مادرید بازی می‌کند.

## حرفه
او تا سال ۲۰۱۱ در سی اس ام اوبون فوتبال بازی کرد. در ۱ آگوست ۲۰۲۰، او به اتلتیکو مادرید نقل مکان کرد. در ۱۶ ژانویه ۲۰۲۱، او قهرمان سوپرکاپ اسپانیا شد.

## حرفه بین‌المللی
او اولین بازی خود را برای فرانسه در ۱۳ آوریل ۲۰۲۱ در باخت ۲–۰ مقابل ایالات متحده انجام داد.

## افتخارات
- سوپر جام اسپانیا: ۲۰۲۰–۲۱